# 小林康介
小林 康介（こばやし こうすけ、1980年1月28日 - ）は、日本の男性声優。富山県出身。ラクーンドッグ所属。

## 略歴
プロ・フィット声優養成所卒。
2022年4月1日付で所属するプロ・フィットが2022年3月末を以てマネジメント事業を終了したことに伴い、ラクーンドッグへ移籍。

## 人物
方言は富山弁。
趣味は麻雀・人間観察、特技は視力検査。

## 出演

### テレビアニメ
2004年
- 巌窟王（人々）
- ローゼンメイデン（2004年 - 2006年、宅配便、男）- 1シリーズ + 特別編
- 砂ぼうず（2004年 - 2005年、部下たち、のりお、傭兵）

2005年
- AIR（生徒達）
- GIRLSブラボー second season（大きなお兄さんB、ガヤ2）
- ふしぎ星の☆ふたご姫（クレープニャムル）

2006年
- ちょこッとSister（男2）

2008年
- ストライクウィッチーズ（兵士）
- まかでみ・WAっしょい!（生徒）

2009年
- スレイヤーズEVOLUTION-R（ゾンビA）
- WHITE ALBUM（学生2）

2012年
- Another（和久井大輔）
- 戦国コレクション（米人間）
- 銀魂'（男子生徒、男A）

2015年
- 聖剣使いの禁呪詠唱（腰巾着）

2017年
- テイルズ オブ ゼスティリア ザ クロス（司祭、野盗、兵士、入隊希望者）
- TRICKSTER -江戸川乱歩「少年探偵団」より-（井出正彦、坂田鉄二、山本真司）
- アトム ザ・ビギニング（守衛、学生6）
- 十二大戦（傭兵D、男C、私服刑事、アバター茶、警官B 他）

2018年
- 3月のライオン（コンシェルジュ、関係者④、関係者②）
- デスマーチからはじまる異世界狂想曲（兵士、ドサン）
- 宇宙戦艦ティラミス（パイロット、パイロットA）
- かくりよの宿飯（あやかしA ）
- 多田くんは恋をしない（ファン、生徒、侍、イベント係員）
- 千銃士（果物屋店主）

2019年
- ソードアート・オンライン アリシゼーション（元老）
- ダンベル何キロ持てる?（物販）

2020年
- マギアレコード 魔法少女まどか☆マギカ外伝（さな父）
- 神之塔 -Tower of God-（プール・ブラック）
- 半妖の夜叉姫（2020年 - 2022年、家臣、極楽鳥、黒妖、岩石魔人、緑鬼、海竜 他） - 2シリーズ
- 魔王城でおやすみ（ふたくびドラゴン）

2021年
- 幼なじみが絶対に負けないラブコメ（警部、生徒、萩原玲央、コメンテーター、男子）
- 美少年探偵団（19）
- ぼくたちのリメイク（社長）
- ビルディバイド -＃000000-（チンピラ）
- 海賊王女（老医者）
- 世界最高の暗殺者、異世界貴族に転生する（敵兵）
- takt op.Destiny（兵士）

2022年
- 盾の勇者の成り上がり（2022年 - 2023年、住人、ミカカゲ国の偉い人、魔法使い） - 2シリーズ
- 骸骨騎士様、只今異世界へお出掛け中（情報屋、エルフ狩り、兵士、護衛、奴隷商 他）
- RPG不動産（金持ちおじさん）
- 組長娘と世話係（亥川）
- 農民関連のスキルばっか上げてたら何故か強くなった。（村長）

2023年
- 最強陰陽師の異世界転生記（使用人A、大百足、牛鬼、ラーヴァタイガー、グレータードラゴン、ミーデ 他）
- ひろがるスカイ!プリキュア（兵士、市民）
- テクノロイド オーバーマインド（白バイ隊員）
- もののがたり（魚屋、従者、警備員） - 2シリーズ
- お兄ちゃんはおしまい!（アナウンス）
- 異世界ワンターンキル姉さん 〜姉同伴の異世界生活はじめました〜（ゴブリン、ゴブリンA）
- 天国大魔境（CDショップ店員、岩田の仲間）
- 転生貴族の異世界冒険録〜自重を知らない神々の使徒〜（使者）
- AYAKA -あやか-（火のアラミタマ、住民D）
- パズドラ（超覚醒ゼウス・ヴァルカン）
- AIの遺電子（刑事A）
- るろうに剣心 -明治剣客浪漫譚- (2023)（2023年 - 2025年、塚山家執事、志々雄の部下） - 2シリーズ
- 豚のレバーは加熱しろ（街の人々、酔客、客たち）
- SPY×FAMILY（コンラッド）
- 君のことが大大大大大好きな100人の彼女（じいや、司会者）
- 聖女の魔力は万能です（狼）
- 柚木さんちの四兄弟。（おじいさん）
- アンダーニンジャ（男子生徒2）
- シャドウバースF（職員）

2024年
- 異世界でもふもふなでなでするためにがんばってます。（教師）
- 月刊モー想科学（ドライバー）
- ゆびさきと恋々（先輩C）
- 青の祓魔師 島根啓明結社篇（屍人）
- ぶっちぎり?!（職員、魅那斗會）
- 刀剣乱舞 廻 -虚伝 燃ゆる本能寺-（明智軍）
- ヴァンパイア男子寮（サラリーマン）
- Re:Monster（ゴブリンたち、フォモールたち）
- ワンルーム、日当たり普通、天使つき。（おじいさん）
- 夜のクラゲは泳げない（ライブハウス店長）
- 声優ラジオのウラオモテ（常連客）
- アストロノオト（祭客）
- 魔王学院の不適合者 II 〜史上最強の魔王の始祖、転生して子孫たちの学校へ通う〜（八歌賢人）
- 新米オッサン冒険者、最強パーティに死ぬほど鍛えられて無敵になる。（親衛隊隊員F、検査医、試験官）
- 逃げ上手の若君
- 烏は主を選ばない（門番）
- ドラえもん（テレビ朝日版第2期）（衛兵）
- 結婚するって、本当ですか（真丸）
- 凍牌〜裏レート麻雀闘牌録〜（2024年 - 2025年、カム、村岡、セーターの男、山扇、アゴ髭 他）
- 君は冥土様。（担任）
- カミエラビ

2025年
- 不遇職【鑑定士】が実は最強だった（グレムリン、ハイ・ゴーレム、クラッシュ・アリゲーター、冒険者、ヘルハウンド 他）
- ババンババンバンバンパイア（校長先生）
- 沖縄で好きになった子が方言すぎてツラすぎる（おじい、親戚）
- チ。-地球の運動について-（騎士団）
- 全修。（信者A）
- Übel Blatt〜ユーベルブラット〜（七槍騎士団団員、隊長、クパルツェン、七槍騎士団、代官）
- 外れスキル《木の実マスター》 〜スキルの実（食べたら死ぬ）を無限に食べられるようになった件について〜（住民）
- 最強の王様、二度目の人生は何をする?（臣下、使用人、冒険者）
- 勘違いの工房主〜英雄パーティの元雑用係が、実は戦闘以外がSSSランクだったというよくある話〜（呪術師、客）
- ざつ旅-That's Journey-（運転手）
- mono（ナレーション）
- アン・シャーリー（ロレンゾ・ホワイト）
- 陰陽廻天 Re:バース（半グレ、先輩陰陽師、町民、陰陽師）
- ダンダダン（商工会の男B）
- その着せ替え人形は恋をする Season 2（国語教師）

### 劇場アニメ
- Paper Cranes Story ケンタとマイコ（2013年、トム[39]）
- えいがパンパカパンツ バナナン王国の秘宝（2014年、福引八木さん、ジャノメ）
- ぼくらのよあけ（2022年）
- 劇場版ハイキュー!! ゴミ捨て場の決戦（2024年、コーチ）
- ウマ娘 プリティーダービー 新時代の扉（2024年）

### OVA
- 指先案内人 汁だく接待 おかわり三杯目（2010年、抜目乃造）
- 流れ星レンズ（2012年、友達2）

### Webアニメ
- モンスターストライク（2017年、警官）
- 大門寺と問題児（2024年、校長[40]、田中先生[41]）
- 株式会社5年1組（2024年、担任の先生[42]）
- カイリューとゆうびんやさん（2025年）

### ゲーム
- ロックマンロックマン（2006年、エレキマン）
- SDガンダム GGENERATION SPIRITS（2007年）
- ななついろ★ドロップス pure!!（2007年、桜庭圭介）
- もえスタ 〜萌える東大英語塾〜（2008年、メフィスト、ミカエル）
- 維新恋華 龍馬外伝（2010年）
- 三国志パズル大戦（2013年、袁術、張宝、程昱 他）
- ブラウンダスト（2019年、アロス[43]）
- リネージュ2M（2021年、ザナーク[44]）
- ストリートファイター6（2023年、市民）
- イースX -NORDICS-（2023年、フギル[45]、カスバート）
- ブラウンダスト2（2024年 - 2025年、アーチボルト[46]、アラリック領主[47]、ジェフリー[48]、使徒バーク[49]、Dr.モーガン[50]）
- ドラゴンクエストIII そして伝説へ…（HD-2D版）（2024年、モンスターじいさん[51]）

### ドラマCD
- ポーの一族（2008年、少年2）
- アニコイ〜ANIme mitaina KOI shitai!〜（2010年、不良）
- 俺に決めた! まーちゃんと一緒。（2014年、大林隆[52]）
- ハンツー×トラッシュ（2015年、堀口） ※コミックス第7巻ドラマCD付き限定版
- unity-chan! サウンドドラマ（2015年）
  - 学園祭始末記（生徒[53]）
  - ゲームセンターの決斗！（E研A[54]）

### BLCD
- 愛しのXLサイズ・続々（おやっさん[55]）
- 鬼が慕うは祟り神[56]
- この手を離さないで（晴斗の父[57]）
  - この手を離さないで 2（晴斗の父[58]）
- ごほうびちくび
- 親愛なるジーンへ 1・2[59]
- 好きって言ったのお前だろうが！[60]
- スモーキーネクター（アンナの父[61]）
  - スモーキーネクター Renew（アンナの父[62]）
- 25時、赤坂で 2（番組司会者[63]）
- 偏愛ドラマティック・モンスター[64]
- ラムスプリンガの情景（エディ[65]）
- ロストバージン（ディレクター[66]）
  - ロストバージン how to sex（神代プロ社長[67]）

### デジタルコミック
- おわりの森から（2022年、マクラ[68]）
- 嘘婚ロマン 契約結婚のはずなのに、クールな旦那様に溺愛されています（2023年、紗耶の父[69]）

### 吹き替え

#### アニメ
- 白蛇: 縁起（2021年、村長[70]）
- Call Star -ボクは本当にダメな星?-（2023年、ヘイボン、老人、会社員B）
- 兵馬俑の城（2023年、妖術使い[71]）

### その他コンテンツ
- 人形劇 Thunderbolt Fantasy 東離劍遊紀4（2024年、羅伽）

### シリーズ一覧
1. ↑  第1期（2004年）、特別編『オーベルテューレ』（2006年）
2. ↑  壱の章（2020年 - 2021年）、弐の章（2021年 - 2022年）
3. ↑  Season2（2022年）、Season3（2023年）
4. ↑  第一章（2023年）、第二章（2023年）
5. ↑  第1期『序幕東京』（2023年）、第2期『京都動乱』（2025年）